# Sphecoidea
Sphecoidea là một liên họ trước đây trong bộ Hymenoptera, còn được gọi là Liên họ Tò vò. Tát cả các họ thuộc liên họ Tò vò hiện tại đều là thành viên của liên họ Apoidea, nhưng không bao gồm các loài ong.

## Các họ
- Ampulicidae
- Crabronidae
- Heterogynaidae
- Sphecidae